# Ekebergia
Ekebergia är ett släkte av tvåhjärtbladiga växter. Ekebergia ingår i familjen Meliaceae.
Kladogram enligt Catalogue of Life:
| Ekebergia | \| \| Ekebergia benguelensis \| \| \| \| \| \| Ekebergia capensis \| \| \| \| \| \| Ekebergia pterophylla \| \| \| \| |
|           | \| \| Ekebergia benguelensis \| \| \| \| \| \| Ekebergia capensis \| \| \| \| \| \| Ekebergia pterophylla \| \| \| \| |
|           | Ekebergia benguelensis                                                                                                |
|           | |
|           | Ekebergia capensis |
|           | |
|           | Ekebergia pterophylla                                                                                                 |
|           | |